# Långtjärnen (Anundsjö socken, Ångermanland, 707482-157758)
Långtjärnen är en sjö i Örnsköldsviks kommun i Ångermanland och ingår i Ångermanälvens huvudavrinningsområde.